# Љума (област)
Љума је област која се налази у североисточном делу Албаније и југозападу Метохије и назив истоименог племена. Област укључује истоимено село Љума, која се налази у Албанији. Љуму на северу и северозападу окружује област Хас, Фан и Орош, Речи и М’уја и Уја на југу, Горња Река, Гора и Опоља на истоку и Верини и Призрен на северу.
Само мали део области, половина историјског бајрака Тертхора, се налази унутар граница Србије, недалеко од града Призрена на граници са Албанијом.

## Историја
Област Љума се први пут у писаним изворима помиње у 16. веку (1571—1591), као нахија Пећког санџака. У 17. веку албански бискуп Франг Барди помиње област Љуму као најисточнију границу римокатилчке епархије Сапе. Службеник при српском конзулату у Приштини Бранислав Нушић је у свом путопису из 1894. године подвлачи „Љума је до осамнаестог столећа сва била српска”. Нушић је у Љуми боравио двадесетак дана и забележио је да је у Љуми до 1820. године много људи говорили српски језик. Иван Јастребов, руски конзул у Призрену, помиње како су му Љумани причали да су њихови оцеви још говорили српски. Имена села у Љуми задржала су се и данас још српска, тако: Топољане, Побрег, Ново Село, Гостиљ, Добруша, Враница итд. У свим љумским селима држи се још слава, и то по старом обичају; гости се госте по три дана. Највише се слави Св. Никола, Св. Димитрије, Св. Ђорђе и Св. Илија”.
Сматра се да је пре 18. века тимарски систем заменио самоуправни систем бајрака. Љума је имала 7 бајрака:

1. Бајрак Рафша (бајрактар је био центриран у Бицају)

2. Бајрак Тејдрине (бајрактар је био центриран у Ујмишту, а затим у Домају)

3. Бајрак Ћафа (бајрактар је био центриран у Буштрици)

4. Бајрак Калиси (бајрактар је био центриран у Зала-Калису)

5. Бајрак Радомир (бајрактар је био центриран у Тејсу)

6. Бајрак Чаја (бајрактар је био центриран у Фшату)

7. Бајрак Топојане (бајрактар је био центриран у Брекији)

## Љума у време Јастребова
Иван Јастребов је писао о овоме крају. Тедрина је предео иза Дрима у границама — с југа Љурска река, са запада планине Зеп и Дроња, са севера Дрим код Везирова моста и са истока Дрим. У састав Тедрине улазе Арња (Арен) и Серој (Сирој), а сама Тедрина (Задрима) налазила се крајем 19. века под управом љумског кајмакама и чинила је део Љумског округа. Љума се делила у време турске власти на бајраке. Било је седам бајрака: Тедрински, Љумски, Тропојски, Чајља, Буштерица, Радомир и Калис.
У време Јастребова Тедрина је имала ова села: Ујмиште (140 кућа), Арен (Албанија) (Мекшај и Могис) (50 кућа), Сирој (Срој-Серој) (120 кућа), Мамиз (70 кућа), Колиш (80 кућа). Све скупа 460 кућа.
Бајрак Ћафа. У њему су два бајрака: Буштринички и Радомирски.
Буштерицу чине следећи рејони: Кенан (20 кућа),Ђабр (Ђабрица) (15 кућа), Паљуш (50 кућа), Ђинај (40 кућа), Ђеђај (45 кућа), Васија (40 кућа), Виља (50 кућа), Мискај (20 кућа). Укупно 280 кућа.
Ћафа Радомир су чинила ова села: Радомир, Ђамајс (ту је била џамија) и Рошај (Љушај) (100 кућа у ова три села), Стредок (имао џамију) (80 кућа), Чернево (50 кућа), Шулан (30 кућа), Бифуч (20 кућа), Додај (50 кућа), Добранч (40 кућа), Чернево (80 кућа), Пљоштан (80 кућа). Укупно 530 кућа. Између Додаја и Чернева је било место с рушевинама које носе назив Таламас-Толамбас-Тулумбас. На врху планине је манастир са гробљем. Врата манастира су још била видљива на јужној страни. Мањих цркава је било много у готово сваком селу. Све су олтаром окренуте ка истоку. Били су православни 250 година. Ношња им је била као код Горанаца и Дебрана. Пре 80 година од када је то писао Јастребов су почели носити арнаутску ношњу и поарнаутили се.
Бајрак Калис су постојала три рејона: Рејон Нкола, Рејон Доњи (махала Пошт) Рејон Сејмас. У тим махалама је било 300 кућа.
Бајрак Тропојански: Тропоја (100 кућа), Брекиња (рејон тропојански, ту је био и бајрактар)(10 кућа), Ђафере такође рејон (12 кућа), Доња махала (у којој се родио Синан паша) (40 кућа), Новосел (100 кућа), Штрезова (20 кућа), Коловоз (35 кућа), Беља (60 кућа), Љоима (65 кућа), Нифча (40 кућа), Орчикле (20 кућа). Укупно 500 кућа.
Бајрак Бицај: Бица (150 кућа), Кољосњан (50 кућа), Љусна (100 кућа), Гбрица (рејон Био Ђабр) (10 кућа), Нанговце (60 кућа), Штичен (100 кућа), Гјостиљ (60 кућа), Кукис (30 кућа), Пребрег (Побрег) (100 кућа), Ђеђин (40 кућа), Гардовце (50 кућа), Морина (40 кућа). Укупно 800 кућа. Бушат је рејон Бице, али више није било куа у којима се живи, остао је само назив места. Ту су постојале рушевине које су називане Калео Бушат. Судећи по темељима ту је био манастир окружен зидом, а у средини је била црква са припратом. У Брици је постојала и текија која је носила назив: Богданова текија.
Бајрак Чајља је имала пет села: Вшат (60 кућа), Бузмал (20 кућа), Шкенок (изговара се и Шкинјак) (15 кућа), Матранч (15 кућа), Лешн (10 кућа), Ваг (10 кућа). Укупно 130 кућа.
У Љумском округу је тада било око 300 кућа са до 12000 душа мушког пола. Годишње су плаћали десетак од 91000 пијестера, данак од оваца 32000 пијестера и порез од 63000 пијестера по глави. Од тако великог округа је долазило веома мало прихода у благајну јер Љумани нису били вољни да плате и јер сматрају да су привилеговани људи. Хвалили су се скоро са родбинским везама са старим царевима који су им давали привилегије. И заиста нека села као Топољане, Чајља, Калис и Паљуш (Балешће) су имала посебан ферман султана Мурата III (1574—1595) из 1585. златом исписан. Ферман се чувао у селу Топољане код Иљиз-аге. Коџа Синан-паша им је испословао овај ферман јер је родм из села Топољане. Арнаути су поарнаутили целу српску Љуму и Дебар. Релани су српски језик сачували само зато што нису били у јачем контакту са Арнаутима, живели су у затуреним кланцима који их спасава од навале арнаутског елемента. Горанци се нису поарнаутили јер мусшки веи део времена проводе на раду у Бугарској и Србији и Румелији, а жене су избегавале да ступају у контакт с мушкарцима. Горанци сем српског не чују ни један други језик када се врате кући, а језик кваре бугаризмима, где су многи радили. У Љуми је на обали Дрима код села Радловце било једно порушено утврђење. Зове се Градиште а један старац је рекао да се зове и Градом на пољани. Зграда је из српског или ромејског времена. У подножју утврђења је поток по имену Ресник. Код села Радловце је сачувано старо хришанско гробље. Житељи га зову гробљем њихових дедова и прадедова. Јастребов је писао и о планини Јалич као и другим планинама на којима је обичај да се људи пењу на велике црквене празнике. Љумани, осим Св. Илије за своје празнике су држали и Св. Ђорша и Св. Димитрија по старом календару. Сељани Побрега празнују Св. Николу 9. маја, а у том селу су видљиви темељи цркве са старим гробљем.
Није саувано како се Љума раније звала. Реч Љума је арнаутска и значи река (од латинског-италианског fiume). Пошто су раније ту живели Словени из српског племена, вероватно је да се област звала Река, насупрот суседној Гори. Тешко је тврдити да се Љума звала по речици Луми, а село Љума у стварности не постоји, него село Лејма, али не припада старим селима. Љума се тако почела звати тек у новије време, од времена потурчивања и поарнаућивања Реке у 17. веку Крај се делио на посебне сеоске општине: Чајља, Ђафа, Калис и Доловиште. Последња сеоска општина је административно припадала Призренском округу заједно са Гором. Доловиште су чинила села Топољане, Коловоз, Лејма, Орчикеле, Беља, Борје, Новосел, Ниф и Стрезово. Припадањем тих села Љумском кајмакамлику, крајем 18. века, ушла су у састав Чајље, мада се у сеању стараца, у доба Јастребова, још чува Доловиште.
У Љуми, као и у другим местима је веома мало правих Арнаута, као што је мало њиховох назива рејона овог или оног сека. Без обзира што су муслимани, Љумани, староседиоци су почели ступати у родбинске везе с Арнаутима досељеницима иу Чидне и Дукађина, ипак одмах се може разликовати прави Арнаутин од арнауташа. Тип последњих срее се само међу Србима. Сама имена села сведоче о томе да су ту живели Срби. Паше из Ујмишта, Топољана и Вилње су били чисти Срби и гнушали су се Арнаута и због тога што су ови били католици. Тек њиховим преласком у ислам, староседеоци ступају с њима у сродство. И у доба Јастребова Фанди не уживају љубав међу арнауташима (од Срба делом и зато што су латини, а и зато што чистоћа није особина која их краси). Јастребов исправља грешку Барлеција који је тврдио да су Дебрани говорили српски, а у Љуми албански. Барлеци није обишао тај крај.
У Љуми је остало мало трагова православља. Остаци цркава са гробљима су у селима Радловце, Неч, Побрег, Топољане, Радомир, Калиси, Пљоштану и Виљи. У Тедрини нема трагова хришћанства, сем једног црквеног камена са крстом у Арену у рејону Домс. Дукађин, праотац Дукађинаца, по Музакију, владао је од Црног Дрима до Алесије (Љеша) укључујући и Задриму. Дукађин је са севера и истока омеђивао Дрим, са југоистока Љурска река, захватајући Кроју, Селиту, на југу село Дукађин које се налази на граници Мата, затим Коела и на западу гребен планине Веља до Алесија до ушћа реке Дрима, који се улива у море. Цели тај простор се и у доба Јастребова звао Дукађин, а у писаним документима, као у Хрисовуљи Душановој, звао се Горњи Пилот. И раније је Свети Сава у Немањином житију подразумевао овај Дукађин када је говорио да је Немања задобио од поморске земље Зету с градовима, а од Рабна тј. Албаније оба Пилота (горњи и доњи). Горњи Пилот је Дукађин са Мирдитијом и Момзи Сакатском жупом, Пука и Ибала, а Доњим лева страна Дрима... иако историчари цркве када деле цркву у Пулати на доњу и горњу, чине то сасвим другачије, због неупућености у старију поделу.
У Љуми су била три моста које је изградио Гази Синан-паша.